# Mirga Gražinytė-Tyla
Mirga Gražinytė-Tyla (Vilnius, 29 agosto 1986) è una direttrice d'orchestra lituana.
È la direttrice musicale della Salzburger Landestheater e della City of Birmingham Symphony Orchestra.

## Biografia
Gražinytė-Tyla è nata a Vilnius. Il padre, Romualdas Gražinis, è un direttore di coro, e sua madre Sigutė Gražinienė è pianista e cantante. La nonna Beata Vasiliauskaitė-Šmidtienė era una violinista. Il suo prozio era un organista e la sua prozia è stata una compositrice. La maggiore dei tre fratelli, la sorella Onute Gražinytė è una pianista, ed ha un fratello più giovane, Adomas Gražinis.
Da bambina Gražinytė-Tyla ricevette la sua formazione iniziale in francese e pittura, ed ha studiato presso scuola d'arte National M.K. Čiurlionis a Vilnius. All'età di 11 anni decise che voleva studiare musica e l'unica opzione musicale rimanente nel programma era direzione di coro. Conseguentemente ricevette una educazione musicale e pratica senza mai suonare uno strumento musicale. Diresse per la prima volta un coro all'età di 13 anni. In seguito ha proseguito gli studi musicali presso l'Università di Musica e Spettacolo a Graz, Austria, dove fra i suoi maestri c'era Johannes Prinz, e completò il suo diploma nel 2007. Ha anche studiato musica al Conservatorio di Musica Felix Mendelssohn (Lipsia), al Conservatorio di Musica di Bologna, Italia, ed al Conservatorio di Musica di Zurigo (dove fra i suoi mentori c'era Johannes Schlaefli).
Gražinytė-Tyla diventò Seconda Maestra di cappella (2 Kapellmeisterin) al Teatro Heidelberg nella stagione 2011-2012. Lei mantiene una residenza a Heidelberg. Nel 2012, ha vinto il Nestlé and Salzburg Young Conductors Competition. Con la stagione 2013-2014 è diventata Prima Maestra di cappella (1. Kapellmeisterin) all'Opera di Berna. Gražinytė-Tyla è diventata direttrice musicale della Salzburger Landestheater con la stagione 2015-2016, con un contratto iniziale di 2 stagioni. Lei ha dichiarato pubblicamente la sua intenzione di concludere il suo incarico di direttrice musicale del Salzburger Landestheater dopo la stagione 2016-2017.
Negli Stati Uniti, Gražinytė-Tyla è stata una Gustavo Dudamel Fellow della Los Angeles Philharmonic Orchestra per la stagione 2012-2013. Nel mese di luglio 2014 è stata nominata direttrice assistente dell'orchestra, con un contratto di 2 anni. Nel mese di agosto 2015 l'orchestra l'ha nominata come sua nuova direttrice associata, efficace con la fine della stagione 2015-2016, contratto fino al 2017.
Nel mese di luglio 2015, Gražinytė-Tyla diresse per la prima volta come direttrice ospite la City of Birmingham Symphony Orchestra (CBSO). Successivamente è stata impegnata per un concerto supplementare con la CBSO nel mese di gennaio 2016. Nel mese di febbraio 2016, la CBSO l'ha chiamata come sua prossima direttrice musicale, efficace da settembre 2016, con un contratto iniziale di 3 anni. Ha diretto il suo primo concerto come direttrice musicale della CBSO il 26 agosto 2016 a Birmingham ed ha fatto la sua prima apparizione al The Proms la sera seguente, il 27 agosto 2016. Gražinytė-Tyla è la prima donna a essere nominata direttrice musicale della CBSO.